# Puka Puka
Puka Puka è un piccolo atollo corallino nel Nord-Est dell'arcipelago delle Tuamotu, e alcune volte incluso nelle Isole della Delusione. Questo atollo è abbastanza isolato, la terra più vicina è Fakahina, situata a 182 km a Sud-Ovest.
L'atollo Puka Puka ha una forma ellittica. La sua lunghezza è di 6 km e la sua massima larghezza è di 3.3 km. La laguna si sta riempiendo di limo e sta diventando molto piccola.
Le basse isole coralline sono scarsamente popolate. Secondo il censimento del 2002, gli abitanti erano 197. La città principale è Te One Mahina, con circa 110 abitanti.
A differenza del resto delle Tuamotu la lingua delle isole è il Marchesico.

## Storia
Puka Puka fu la prima delle Tuamotu scoperte da Ferdinando Magellano nel 1521.
Gli esploratori Olandesi Jacob Le Maire e Willem Schouten arrivarono a Puka Puka il 10 aprile 1616 durante il loro viaggio nel Pacifico. Chiamarono l'atollo "Isola Honden" ("Isola del Cane").
Il 30 luglio 1947, Thor Heyerdahl e altri sei uomini in una spedizione a bordo della zattera Kon Tiki, partiti da Callao in Perù, passarono a Puka Puka durante il loro viaggio.
Le isole vennero devastate da un tifone nel 1996, ma con l'aiuto francese, Te One Mahina fu ricostruita.
Nell'isola è anche presente un aeroporto, inaugurato nel 1979.

## Amministrazione
Puka Puka è anche il nome del comune in cui si trova, di cui è l'unico atollo.